# Les Antiquités de Rome
Les Antiquités de Rome (1558) est un recueil de poèmes de Joachim du Bellay qui compte 32 sonnets suivis d'un Songe ou Vision, composé de 15 sonnets. Du Bellay y médite sur les ruines et la civilisation romaine, en exprimant son admiration pour la grandeur latine et sa mélancolie devant l'anéantissement de la Rome antique.

## Éditions
- Le premier livre des antiquités de Rome, contenant une génerale description de sa grandeur, et comme une déploration de sa ruine : par Joach. Du Bellay Ang. Plus un songe ou vision sur le même sujet, du même auteur. A Paris, de l'imprimerie de Federic Morel, rue S. Jan de Beauvais, au franc Meurier. M. D. LVIII. Avec privilege du Roy.[1] (frm)